# 黎惟亶
黎惟亶（越南语：／；1743年—1813年），《大南實錄》作“黎維亶”，又作黎亶，越南後黎朝、阮朝官員。

## 生平
黎惟亶是京北鎮安豐縣香羅社（今屬北寧省安豐縣三江社）人，景興三十六年（1775年），考中進士。黎末時歷任翰林院承旨、清化處參政，海陽督同，封香派伯。
昭統元年（1787年），西山軍進攻黎朝，黎惟亶與陳名案前往清朝求援，結果因戰亂導致道路不通，無法求援。
西山朝時，隱居不仕。阮朝嘉隆初，阮福映召授他為金華殿直學士，領諒山協鎮。嘉隆五年（1806年），莫粲常起事，自立“景春”年號。黎惟亶發兵討伐，將莫粲常押送到北城誅殺。次年（1807年），充任山南場鄉試監試，不久去世。

## 著作
黎惟亶著有《黎惟亶詩集》。